# Walter Goncalves
Walter Gonçalves (1 de junio de 1998) es un peleador de Muay Thai y kickboxer brasileño. Al 24 de noviembre de 2022 se encuentra cómo el número #3 en los rankings de Peso mosca de Muay Thai de ONE Championship.

## Carrera de Muay thai
Gonçalves fue programado para enfrentar a Denkongchai Dabransalakham por el título vacante de peso ligero de la WPMF en el evento de cumpleaños de Princess Prathep el 31 de marzo de 2018. Ganó la pelea por nocaut en el segundo asalto.
Gonçalves participó en el torneo Muay Xtreme 60 kg 2018, realizado el 1 de junio de 2018. Se enfrentó a Christian Hyatt en la final del torneo, luego de haber vencido a Singthong por decisión en los cuartos de final y a Sornpetch SamartPayakaroonGym por decisión en las semifinales. Gonçalves capturó el título Muax Xtreme 60 kg con un nocaut en el primer asalto sobre Hyatt.
Gonçalves hizo su primera defensa del título de peso ligero de la WPMF contra Daraek SutaiMuayThai en el evento TerdthaiOngracha el 26 de julio de 2018. Ganó la pelea por decisión.
Gonçalves se enfrentó al Chatchai PK. Saenchaimuaythaigym en Top King World Series - TK22 el 22 de septiembre de 2018. Perdió la pelea por decisión. Gonçalves se enfrentó a Pedro Ruiz en Yas Island Muay Thai el 24 de noviembre de 2018. Ganó la pelea por decisión.
Gonçalves desafió al campeón de peso mosca de ONE Muay Thai Rodtang Jitmuangnon en ONE Championship: Century el 13 de octubre de 2019, en su debut en ONE Championship . Perdió la pelea por decisión dividida.
Gonçalves se enfrentó a Momotaro en ONE Championship: Collision Course 2 el 25 de diciembre de 2020. Perdió la pelea por nocaut técnico en el segundo asalto, debido a una lesión en la pierna sufrida durante la pelea.
Gonçalves fue programado para enfrentar a Jonathan Haggerty en los cuartos de final del Gran Premio de peso mosca de ONE Muay Thai en ONE 157 el 20 de mayo de 2022. Haggerty se retiró el día anterior al evento, por problemas de salud, y fue reemplazado por Josué Cruz. Gonçalves ganó la pelea por nocaut técnico en el primer asalto.
Gonçalves se enfrentó a Superlek Kiatmuu9 en los cuartos de final del Gran Premio de peso mosca de ONE Muay Thai en ONE en Prime Video 1 el 27 de agosto de 2022. Perdió después de ser noqueado con un codazo en la primera ronda.

## Campeonatos y logros
- Campeón de la Federación Mundial Profesional de Muay Thai de las 135 lbs (2018)[16]
- MX Muay Xtreme Campeón de -60kg (2018)[17]
- Campeón de Torneo  P-1 Chang en 2018

## Récord de Muay Thai
| Fecha                                                              | Resultado | Oponente                        | Evento                                                    | Localización          | Método                          | Ronda | Tiempo |
| ------------------------------------------------------------------ | --------- | ------------------------------- | --------------------------------------------------------- | --------------------- | ------------------------------- | ----- | ------ |
| 2022-08-27                                                         | Derrota   | Superlek Kiatmuu9               | ONE on Prime Video 1                                      | Kallang, Singapur     | KO (Codazo)                     | 1     | 1:35   |
| Semifinal del Grand Prix de Muay Thai de Peso Mosca de ONE.        |           |                                 |                                                           |                       |                                 |       |        |
| 2022-05-20                                                         | Victoria  | Josue Cruz                      | ONE 157                                                   | Kallang, Singapur     | TKO (Puñetazos)                 | 1     | 0:35   |
| Cuartos de Final del Grand Prix de Muay Thai de Peso Mosca de ONE. |           |                                 |                                                           |                       |                                 |       |        |
| 2020-12-25                                                         | Derrota   | Momotaro                        | ONE Championship: Collision Course 2                      | Kallang, Singapur     | TKO (Lesión en la pierna)       | 2     | 0:30   |
| 2019-10-13                                                         | Derrota   | Rodtang Jitmuangnon             | ONE Championship: Century                                 | Japón                 | Decisión (Dividida)             | 5     | 3:00   |
| Por el Campeonato de Muay Thai de Peso Mosca de ONE.               |           |                                 |                                                           |                       |                                 |       |        |
| 2019-03-08                                                         | Victoria  | Matthew Daalman                 | Fight Night Dubai                                         | Dubai, EAU            | TKO (Parada Arbitral)           | 3     |        |
| 2019-02-05                                                         | Derrota   | Petsimok PK.saenchai            | Lumpinee Stadium                                          | Bangkok, Tailandia    | Decisión                        | 5     | 3:00   |
| 2018-11-24                                                         | Victoria  | Pedro Ruiz                      | Yas Island Muay Thai                                      | Abu Dhabi, EAU        | Decisión                        | 5     | 3:00   |
| 2018-11-03                                                         | Victoria  | Tian Zongyao                    | Wu Lin Feng 2018: WLF -67kg World Cup 2018-2019 5th Round | China                 | KO (Patada Media)               | 1     | 2:05   |
| 2018-09-22                                                         | Derrota   | Chatchai PK.Saenchaimuaythaigym | Top King World Series - TK22                              | Tailandia             | Decisión                        | 3     | 3:00   |
| 2018-09-01                                                         | Victoria  | Hao Yijie                       | Wu Lin Feng 2018: WLF -67kg World Cup 2018-2019 3rd Round | China                 | KO (Patada Frontal)             | 3     |        |
| 2018-07-26                                                         | Victoria  | Daraek SutaiMuayThai            | TerdthaiOngracha, King's Birthday                         | Bangkok, Tailandia    | Decisión                        | 5     | 3:00   |
| Defiende el Título Mundial de las 135 lbs. del WPMF                |           |                                 |                                                           |                       |                                 |       |        |
| 2018-06-16                                                         | Victoria  | Christian Hyatt                 | Muay Xtreme, -60 kg Tournament Final                      | Bangkok, Tailandia    | KO (Patada al cuerpo)           | 1     |        |
| Gana el Título de Muay Xtreme de -60 kg                            |           |                                 |                                                           |                       |                                 |       |        |
| 2018-06-01                                                         | Victoria  | Sornpetch SamartPayakaroonGym   | Muay Xtreme, -60 kg Tournament Semi Final                 | Bangkok, Tailandia    | Decisión Extendida              | 4     | 3:00   |
| 2018-05-17                                                         | Victoria  | Singthong                       | Muay Xtreme, -60 kg Tournament Quarter Final              | Bangkok, Tailandia    | Decisión                        | 3     | 3:00   |
| 2018-03-31                                                         | Victoria  | Denkongchai Dabransalakham      | Princess Prathep's birthday                               | Bangkok, Tailandia    | KO (Patada Alta)                | 2     |        |
| Gana el Título Mundial de las 135 lbs. del WPMF                    |           |                                 |                                                           |                       |                                 |       |        |
| 2018-03-09                                                         | Victoria  | Mahachai M.U.Den                | Muay Xtreme                                               | Tailandia             | KO                              | 2     |        |
| 2017-12-02                                                         | Victoria  | Bandera de Tailandia            | Final del P-1 Chang Tournament                            | Tailandia             | Decisión                        | 3     | 3:00   |
| Gana el Título P-1 Chang Tournament                                |           |                                 |                                                           |                       |                                 |       |        |
| 2017-12-02                                                         | Victoria  | Bandera de Tailandia            | Semifinal del P-1 Chang Tournament                        | Tailandia             | KO                              |       |        |
| 2017-12-02                                                         | Victoria  | Bandera de Tailandia            | Cuartos de final del P-1 Chang Tournament                 | Tailandia             | KO                              |       |        |
| 2017-11-17                                                         | Victoria  | Bandera de Tailandia            |                                                           | Phatthalung,Tailandia | KO                              | 1     |        |
| 2017-09-17                                                         | Derrota   | Tone Sor.Tragoonpetch           | Max Muay Thai                                             | Tailandia             | Decisión                        | 3     | 3:00   |
| 2017-08-13                                                         | Victoria  | Marseemok Chor Kowyuhaisuzu     | Max Muay Thai                                             | Tailandia             | KO                              |       |        |
| 2017-07-23                                                         | Victoria  | Chalampetch Pojseemummuang      | Max Muay Thai                                             | Tailandia             | KO (Directo al cuerpo)          |       |        |
| 2017-07-07                                                         | Victoria  | Bandera de Tailandia            | Bangla Stadium                                            | Tailandia             | KO                              | 1     |        |
| 2017-05-15                                                         | Derrota   | Bandera de Tailandia            |                                                           | Tailandia             | TKO (Parada Médica / Mano Rota) |       |        |
| 2017-04-22                                                         | Victoria  | Bandera de Tailandia            | Max Muay Thai                                             | Bangkok, Tailandia    | KO                              | 2     |        |
| 2017-04-01                                                         | Victoria  | Bandera de Tailandia            |                                                           | Bangkok, Tailandia    | KO                              | 2     |        |
| 2017-03-20                                                         | Victoria  | Bandera de Tailandia            | Patong Stadium                                            | Patong, Tailandia     | KO                              |       |        |
| 2017-02-17                                                         | Victoria  | Chornpetch Kornsarakarm         | Max Muay Thai                                             | Tailandia             | KO (Gancho de izquierda)        | 1     |        |
| 2016                                                               | Victoria  |                                 | Patong Stadium                                            | Patong, Tailandia     | TKO (Patada Alta)               |       |        |